# Коджа Юсуф-паша
Коджа Юсуф-паша (тур. Koca Yusuf Paşa, 1730, Грузия — 1800, Джидда) — османский государственный деятель. Два раза был великим визирем Османской империи.

## Биография
Koджa Юсуф-паша родился в 1730 году в Грузии,этнический грузин. Он был захвачен в рабство и привезён в Стамбул. Принял ислам и был освобождён капитаном Хасан-эфенди. Плавал на торговом флоте. Затем служил у Хасана-паши в Алжире, который, став капудан-пашой, назначил его казначеем. В 1785 году губернатор Мора возвёл его в ранг визиря.
25 января 1786 года султан Абдул-Хамид I назначил его Великим визирем. Этот пост он занимал до 7 мая 1789 года. Во время Русско-турецкой войны (1787—1792) был главнокомандующим армией Османской империи. В битве при Карансебеше он одержал победу над армией Австрийской империи во главе с Иосифом II Австрийским при удивительных обстоятельствах: к месту боя он подошёл только спустя два дня, а австрийцы в результате массовой пьяной драки сами себя перебили.
19 декабря 1789 года был назначен на пост капудан-паши; в 1790 году получил место генерал-губернатора Коньи, после был генерал-губернатором Боснии.
15 февраля 1791 года султан Селим III снова назначил его на пост Великого визиря. 4 мая 1792 года подал в отставку. В 1793 году был назначен генерал-губернатором Джидды и охранником Медины.
Коджа Юсуф-паша умер в 1800 году в Джидде.
В Стамбуле в округе Кабаташ до сих пор действует фонтан, построенный на средства Коджа Юсуф-паши.